# Dünyayı Kurtaran Adam
Dünyayı Kurtaran Adam is een Turkse film van regisseur Çetin İnanç uit 1982. De film staat ook wel bekend als de Turkse Star Wars vanwege het gebruik van scenes uit deze filmreeks en andere sciencefictionfilms. Echter, de film heeft meer gemeen met Hongkongse martialartsfilms.

## Verhaal
Murat (Cüneyt Arkın) en Ali (Aytekin Akkaya) raken in een gevecht betrokken en moeten met hun ruimtevaartuigen een noodlanding maken op een woestijnplaneet. Daar moeten ze het opnemen tegen een tovenaar.

## Rolverdeling
| Acteur          | Personage      |
| --------------- | -------------- |
| Cüneyt Arkin    | Murat          |
| Aytekin Akkaya  | Ali            |
| Necla Fide      | koningin       |
| Hüseyin Peyda   | Bilgin         |
| Hikmet Tasdemir | Sihirbaz       |
| Füsun Uçar      | Bilgin's vrouw |
| Aydin Haberdar  | creatuur       |
| Mehmet Ugur     | creatuur       |
| Kadir Kök       | creatuur       |
| Yadigar Ejder   | creatuur       |
| Sönmez Yikilmaz | robot          |
| Nihat Yigit     |                |